# Danvers (Illinois)
Danvers és una població dels Estats Units a l'estat d'Illinois. Segons el cens del 2000 tenia 1.183 habitants.

## Demografia
Segons el cens del 2000, Danvers tenia 1.183 habitants, 426 habitatges, i 328 famílies. La densitat de població era de 531,1 habitants/km².
Dels 426 habitatges en un 45,1% hi vivien nens de menys de 18 anys, en un 66,4% hi vivien parelles casades, en un 8,7% dones solteres, i en un 22,8% no eren unitats familiars. En el 19,2% dels habitatges hi vivien persones soles el 8,5% de les quals corresponia a persones de 65 anys o més que vivien soles. El nombre mitjà de persones vivint en cada habitatge era de 2,78 i el nombre mitjà de persones que vivien en cada família era de 3,19.
Per edats la població es repartia de la següent manera: un 32,3% tenia menys de 18 anys, un 6,6% entre 18 i 24, un 34,4% entre 25 i 44, un 17,9% de 45 a 60 i un 8,8% 65 anys o més.
L'edat mediana era de 32 anys. Per cada 100 dones de 18 o més anys hi havia 93 homes.
La renda mediana per habitatge era de 52.647 $ i la renda mediana per família de 58.355 $. Els homes tenien una renda mediana de 41.927 $ mentre que les dones 28.098 $. La renda per capita de la població era de 19.598 $. Aproximadament el 5% de les famílies i el 6,5% de la població estaven per davall del llindar de pobresa.

## Poblacions més properes
El següent diagrama mostra les poblacions més properes.